# Dirk Korthals
Dirk Korthals (Vreden, 22 marzo 1962) è un ex nuotatore tedesco occidentale.

## Carriera
All'apice della propria carriera vinse la medaglia d'argento alle Olimpiadi di Los Angeles 1984 dove si collocò sul secondo gradino del podio nella gara della 4x200m stile libero.

## Palmarès
- Giochi olimpici estivi

Los Angeles 1984: argento nella 4x200m stile libero.
- Europei

Sofia 1985: oro nella 4x100m stile libero.